# 包科尼陶马希
包科尼陶马希（匈牙利語：Bakonytamási，匈牙利語發音：[ˈbɒkoɲtɒmaːʃi]），是匈牙利维斯普雷姆州帕波区所辖的一个村，位于维斯普雷姆州北部，总面积20.49平方公里，总人口642，人口密度31.3人/平方公里（2010年1月1日）。